# Jean-Augustin Capperonnier
Pour les articles homonymes, voir Capperonnier.
Jean-Augustin Capperonnier, né à Montdidier le 2 mars 1745 et mort à Paris le 16 novembre 1820, est un bibliothécaire français. Il fut président du Conservatoire de 1796 à 1798 et administrateur de la Bibliothèque nationale de 1800 à 1803.

## Sa vie et son œuvre
Il entra comme second commis à la Bibliothèque royale en 1789 grâce à son oncle Jean Capperonnier, membre de l'Académie royale des inscriptions et belles-lettres.
L'abbé Grégoire, dans son rapport de 1794 le décrit de la sorte : "il n'a point profité de sa longue résidence dans le plus vaste dépôt des connaissances pour acquérir des idées étendues d'histoire littéraire et de bibliographie".
Pourtant, il sera garde des Imprimés de 1795 à 1820.
Il fut nommé président du Conservatoire le 2 vendémiaire an V, puis reconduit le 19 vendémiaire an VI. Il fut nommé administrateur le 17 vendémiaire an IX (1800) et le resta jusqu'en 1803.
Il fut également membre résidant de la Société des antiquaires de France.
Il fut inhumé au cimetière du Père-Lachaise (10e division),.

## Ses écrits
- Jacobi Vanierii. Praedium rusticum. Nova editio, aucta ecloguae R. P. Badon, Paris, Imprimerie J. Barbou, 1774, in-8°, XVI-428 p.
- Virgile. Opera pristino nitori restituta, Paris, 1790, 2 vol. in-12.
- Eutropii, Sext. Aurelii Victoris nec non Sexti Rufi historiae romanae breviarium : ad codices manuscriptos et optimas editiones recognitum et correctum. Eutropii fragmenta ad calcem, 1793.